# Coțofănești
Coțofănești est une commune du județ de Bacău en Roumanie.